# Mistrzostwa Świata w Piłce Nożnej 2006 (eliminacje strefy UEFA)/Grupa 5
Eliminacje do Mistrzostwa Świata w Piłce Nożnej 2006 w strefie UEFA rozegrane zostały w grupach systemem każdy z każdym, mecz i rewanż. W grupie 5 znalazły się następujące drużyny:
- Białoruś
- Mołdawia
- Norwegia
- Słowenia
- Szkocja
- Włochy

Bezpośredni awans na mundial uzyskała reprezentacja Włoch, natomiast do baraży trafili Norwedzy.

## Tabela
Grupa 5:
| Reprezentacja | Pkt | M  | W | R | P | Br+ | Br- | +/- |
| ------------- | --- | -- | - | - | - | --- | --- | --- |
| Włochy        | 23  | 10 | 7 | 2 | 1 | 17  | 8   | 9   |
| Norwegia      | 18  | 10 | 5 | 3 | 2 | 12  | 7   | 5   |
| Szkocja       | 13  | 10 | 3 | 4 | 3 | 9   | 7   | 2   |
| Słowenia      | 12  | 10 | 3 | 3 | 4 | 10  | 13  | -3  |
| Białoruś      | 10  | 10 | 2 | 4 | 4 | 12  | 14  | -2  |
| Mołdawia      | 5   | 10 | 1 | 2 | 7 | 5   | 16  | -11 |

|          | Białoruś | Mołdawia | Norwegia | Słowenia | Szkocja | Włochy |
| -------- | -------- | -------- | -------- | -------- | ------- | ------ |
| Białoruś | –        | 4:0      | 0:1      | 1:1      | 0:0     | 1:4    |
| Mołdawia | 2:0      | –        | 0:0      | 1:2      | 1:1     | 0:1    |
| Norwegia | 1:1      | 1:0      | –        | 3:0      | 1:2     | 0:0    |
| Słowenia | 1:1      | 3:0      | 2:3      | –        | 0:3     | 1:0    |
| Szkocja  | 0:1      | 2:0      | 0:1      | 0:0      | –       | 1:1    |
| Włochy   | 4:3      | 2:1      | 2:1      | 1:0      | 2:0     | –      |

## Wyniki
| 4 września 2004 20:15 | Słowenia · Milenko Ačimovič 5' · Milenko Ačimovič 27' · Milenko Ačimovič 48' | 3:0(2:0)raport | Mołdawia | Arena Petrol, Celje Widzów: 3 620 Sędzia: Jouni Hyytiä (Finlandia) |
|                       |                                                                              |                |          |                                                                    |

| 4 września 2004 20:45 | Włochy · Daniele De Rossi 4' · Luca Toni 80' | 2:1(1:1)raport | Norwegia · John Carew 1' | Stadio Renzo Barbera, Palermo Widzów: 21 463 Sędzia: Alain Sars (Francja) |
|                       |                                              |                |                          |                                                                           |

| 8 września 2004 20:00 | Szkocja | 0:0raport | Słowenia | Hampden Park, Glasgow Widzów: 38 279 Sędzia: Claus Bo Larsen (Dania) |
|                       |         |           |          |                                                                      |

| 8 września 2004 20:00 | Norwegia · Vidar Riseth 39' | 1:1(1:0)raport | Białoruś · Witalij Kutuzau 78' | Ullevaal Stadion, Oslo Widzów: 25 272 Sędzia: Paulo Costa (Portugalia) |
|                       |                             |                |                                |                                                                        |

| 8 września 2004 21:45 | Mołdawia | 0:1(0:1)raport | Włochy · Alessandro Del Piero 32' | Stadionul Republican, Kiszyniów Widzów: 5 200 Sędzia: Michal Beneš (Czechy) |
|                       |          |                |                                   |                                                                             |

| 9 października 2004 15:00 | Szkocja | 0:1(0:0)raport | Norwegia · Steffen Iversen 54' (k.) | Hampden Park, Glasgow Widzów: 51 000 Sędzia: Paul Allaerts (Belgia) |
|                           |         |                |                                     |                                                                     |

| 9 października 2004 19:00 | Białoruś · Siarhiej Amieljanczuk 45' · Witalij Kutuzau 65' · Witali Bulyga 75' · Maksim Ramaszczanka 90+1' | 4:0(1:0)raport | Mołdawia | Stadion Dynama Mińsk, Mińsk Widzów: 21 000 Sędzia: Selçuk Dereli (Turcja) |
|                           | |                |          |                                                                           |

| 9 października 2004 21:00 | Słowenia · Boštjan Cesar 82' | 1:0(0:0)raport | Włochy | Arena Petrol, Celje Widzów: 9 262 Sędzia: Frank De Bleeckere (Belgia) |
|                           |                              |                |        |                                                                       |

| 13 października 2004 19:00 | Norwegia · John Carew 7' · Morten Gamst Pedersen 60' · Alexander Ødegaard 89' | 3:0(1:0)raport | Słowenia | Ullevaal Stadion, Oslo Widzów: 24 907 Sędzia: Walentin Iwanow (Rosja) |
|                            |                                                                               |                |          |                                                                       |

| 13 października 2004 21:00 | Włochy · Francesco Totti 26' (k.) · Daniele De Rossi 32' · Francesco Totti 74' · Alberto Gilardino 86' | 4:3(2:0)raport | Białoruś · Maksim Ramaszczanka 52' · Witali Bulyga 76' · Maksim Ramaszczanka 88' | Stadio Ennio Tardini, Parma Widzów: 19 833 Sędzia: Carlos Megía Dávila (Hiszpania) |
|                            | |                |                                                                                  |                                                                                    |

| 26 marca 2005 20:45 | Włochy · Andrea Pirlo 35' · Andrea Pirlo 84' | 2:0(1:0)raport | Szkocja | Stadion Giuseppe Meazzy, Mediolan Widzów: 40 745 Sędzia: Kyros Vassaras (Grecja) |
|                     |                                              |                |         |                                                                                  |

| 30 marca 2005 20:15 | Słowenia · Aleksander Rodić 44' | 1:1(1:0)raport | Białoruś · Aleksander Kulczij 49' | Arena Petrol, Celje Widzów: 6 450 Sędzia: Khalil Al Ghamdi (Arabia Saudyjska) |
|                     |                                 |                |                                   |                                                                               |

| 30 marca 2005 20:45 | Mołdawia | 0:0raport | Norwegia | Stadionul Republican, Kiszyniów Widzów: 5 000 Sędzia: Florian Meyer (Niemcy) |
|                     |          |           |          |                                                                              |

| 4 czerwca 2005 15:00 | Szkocja · Christian Dailly 52' · James McFadden 88' | 2:0(0:0)raport | Mołdawia | Hampden Park, Glasgow Widzów: 45 317 Sędzia: Eric Braamhaar (Holandia) |
|                      |                                                     |                |          |                                                                        |

| 4 czerwca 2005 20:00 | Białoruś · Walancin Bialkiewicz 18' | 1:1(1:1)raport | Słowenia · Nastja Čeh 17' | Stadion Dynama Mińsk, Mińsk Widzów: 29 042 Sędzia: Martin Hansson (Szwecja) |
|                      |                                     |                |                           |                                                                             |

| 4 czerwca 2005 20:30 | Norwegia | 0:0raport | Włochy | Ullevaal Stadion, Oslo Widzów: 24 829 Sędzia: Manuel Mejuto González (Hiszpania) |
|                      |          |           |        |                                                                                  |

| 8 czerwca 2005 21:00 | Białoruś | 0:0raport | Szkocja | Stadion Dynama Mińsk, Mińsk Widzów: 28 287 Sędzia: Olegário Benquerença (Portugalia) |
|                      |          |           |         |                                                                                      |

| 3 września 2005 17:30 | Szkocja · Kenny Miller 13' | 1:1(1:0)raport | Włochy · Fabio Grosso 75' | Hampden Park, Glasgow Widzów: 50 185 Sędzia: Ľuboš Micheľ (Słowacja) |
|                       |                            |                |                           |                                                                      |

| 3 września 2005 19:00 | Mołdawia · Sergei Rogaciow 17' · Sergei Rogaciow 49' | 2:0(1:0)raport | Białoruś | Stadionul Republican, Kiszyniów Widzów: 5 000 Sędzia: Laurent Duhamel (Francja) |
|                       |                                                      |                |          |                                                                                 |

| 3 września 2005 20:45 | Słowenia · Sebastjan Cimirotič 4' · Anton Žlogar 83' | 2:3(1:2)raport | Norwegia · John Carew 3' · Claus Lundekvam 23' · Morten Gamst Pedersen 90+2' | Arena Petrol, Celje Widzów: 10 055 Sędzia: Luis Medina Cantalejo (Hiszpania) |
|                       |                                                      |                |                                                                              |                                                                              |

| 7 września 2005 19:00 | Norwegia · Ole Martin Årst 89' | 1:2(0:2)raport | Szkocja · Kenny Miller 20' · Kenny Miller 30' | Ullevaal Stadion, Oslo Widzów: 24 904 Sędzia: Alain Hamer (Luksemburg) |
|                       |                                |                |                                               |                                                                        |

| 7 września 2005 20:00 | Białoruś · Witalij Kutuzau 4' | 1:4(1:3)raport | Włochy · Luca Toni 6' · Luca Toni 13' · Mauro Camoranesi 45' · Luca Toni 55' | Stadion Dynama Mińsk, Mińsk Widzów: 30 299 Sędzia: René Temmink (Holandia) |
|                       |                               |                |                                                                              |                                                                            |

| 7 września 2005 21:15 | Mołdawia · Sergei Rogaciow 31' | 1:2(1:0)raport | Słowenia · Klemen Lavrič 47' · Matej Mavrič 58' | Stadionul Republican, Kiszyniów Widzów: 7 200 Sędzia: Jurij Baskakow (Rosja) |
|                       |                                |                |                                                 |                                                                              |

| 8 października 2005 15:00 | Szkocja | 0:1(0:1)raport | Białoruś · Witalij Kutuzau 5' | Hampden Park, Glasgow Widzów: 51 105 Sędzia: Zsolt Szabó (Węgry) |
|                           |         |                |                               |                                                                  |

| 8 października 2005 20:15 | Norwegia · Sigurd Rushfeldt 50' | 1:0(0:0)raport | Mołdawia | Ullevaal Stadion, Oslo Widzów: 23 409 Sędzia: Stephen Bennett (Anglia) |
|                           |                                 |                |          |                                                                        |

| 8 października 2005 21:00 | Włochy · Cristian Zaccardo 78' | 1:0(0:0)raport | Słowenia | Stadio Renzo Barbera, Palermo Widzów: 19 123 Sędzia: Éric Poulat (Francja) |
|                           |                                |                |          |                                                                            |

| 12 października 2005 20:30 | Włochy · Christian Vieri 70' · Alberto Gilardino 85' | 2:1(0:0)raport | Mołdawia · Alexandru Gațcan 76' | Stadio Via del Mare, Lecce Widzów: 28 160 Sędzia: Olegário Benquerença (Portugalia) |
|                            |                                                      |                |                                 |                                                                                     |

| 12 października 2005 20:30 | Słowenia | 0:3(0:1)raport | Szkocja · Darren Fletcher 4' · James McFadden 47' · Paul Hartley 84' | Arena Petrol, Celje Widzów: 9 100 Sędzia: René Temmink (Holandia) |
|                            |          |                |                                                                      |                                                                   |

| 12 października 2005 21:30 | Białoruś | 0:1(0:0)raport | Norwegia · Thorstein Helstad 70' | Stadion Dynama Mińsk, Mińsk Widzów: 13 222 Sędzia: Konrad Plautz (Austria) |
|                            |          |                |                                  |                                                                            |